# Собуль, Альбер
Альбе́р Собу́ль (фр. Albert Marius Soboul, 27 апреля 1914, Амми-Мусса, Релизан, Алжир — 11 сентября 1982, Ним, Франция) — французский историк-марксист, специалист по истории Великой французской революции и Первой империи, один из крупнейших исследователей истории Великой французской революции.
Ученик и близкий друг Жоржа Лефевра, автор многочисленных работ, наиболее известной из которых является трёхтомная «Цивилизация Французской революции». В последние годы жизни подвергался критике со стороны историков-ревизионистов во главе с Франсуа Фюре.

## Биография
Родился 27 апреля 1914 года во Французском Алжире в городе Амми-Мусса провинции Релизан в семье французских колонизаторов-переселенцев, прибывших из департамента Ардеш для бесплатного занятия сельскохозяйственных земель, отторгнутых у коренного населения.
В 1936 окончил Сорбонну.
В 1932—1939 годах — член и один из руководителей парижской студенческой коммунистической организации, а С 1939 года официально член Коммунистической партии Франции (вовлечён был в её деятельность ещё раньше).
В 1939—1945 годах, во время Второй мировой войны, являлся активным участником Движения Сопротивления.
В 1945—1960 годах преподаватель в лицеях Парижа.
С 1959 года — генеральный секретарь «Общества робеспьеристских исследований».
В 1960—1967 преподавал в Клермон-Ферранском университете.
С 1967 года — преподаватель кафедры истории Французской революции в Сорбонне и директор Института истории Французской революции при Сорбонне.
Член редакционной коллегии журнала Annales historiques de la Revolution francaise.

## Научная деятельность
В своих исследованиях особое внимание уделял изучению революции «снизу». Его работа «Парижские санкюлоты во время якобинской диктатуры: народное движение и революционное правительство, 2 июня 1793 года – 9 термидора II года», основанная на архивных материалах, является самым полным изучением движений низших слоёв Парижа во время якобинской диктатуры. В дальнейшем подготовил несколько обобщающих работ, посвящённых французской истории кануна и самой Великой французской революции.

## Научные труды
- Histoire de la Revolution francaise, v. 1-2, P., 1964;
- Paysans, sansculottes et jacobins, P., 1966;
- Le Premier empire (1804-1815), P., 1973
- La France a la veille de la Revolution..., 2 ed., P., 1974;

### Переводы на русский язык
монографии
- Из истории Великой буржуазной революции 1789-1794 гг. и Революции 1848 г. во Франции. — М.: Иностранная литература, 1960
- Парижские санкюлоты во время якобинской диктатуры: народное движение и революционное правительство, 2 июня 1793 года – 9 термидора II года. — М.: Прогресс, 1966
- Первая республика (1792-1804 гг.). — М.: Прогресс, 1974

статьи
- Революционные комитеты парижских секций // Французский ежегодник 1958
- Проблема нации в ходе социальной борьбы в годы Французской буржуазной революции XVIII века // «Новая и новейшая история». — 1963. — № 6. — С. 43—58.
- Классическая историография французской революции. О нынешних спорах // Французский ежегодник 1976
- Философы и Французская революция // Французский ежегодник 1982